# Мисаил (Введенский)
Архимандрит Мисаил (в миру Михаил Павлович Введенский)
Родился 5 апреля 1871 года в селе Асовицы Брянской губернии. Сын священника. В 1885 г. окончил курс в сельском Духовном училище, в 1892 г. окончил курс богословских наук в Орловской Духовной семинарии.
Рукоположен во диакона в марте 1893 г. епископом Орловским Мисаилом (Крыловым) для Троицкой церкви села Бежичи, Орловской губернии, Брянского уезда.
29 июля 1897 г. рукоположен во священника преосвященным Митрофаном (Невским) для Покровской церкви села Мирковы Уты, Орловской губернии, Трубчевского уезда. С 5 ноября 1899 г. утверждён законоучителем Утвенского народного училища в должности члена благочиннического совета. 22 марта награждён правом ношения набедренника за отличное исполнение пастырских обязанностей. В 1906 году к празднику Святой Пасхи за усердное исполнение пастырских и церковно-школьных обязанностей удостоен права ношения скуфьи. В 1912 года назначен на должность духовного следователя по 2-му Трубчевскому округу. 27 марта 1913 года назначен законоучителем в Лобовское начальное училище Орловской губернии, Трубчевского уезда.
В 1920 году священномучеником Серафимом (Остроумовым) пострижен в монашество с наречением имени Мисаил, в честь мученика отрока Мисаила Вавилонского.
В 1921 году возведён в сан архимандрита и определён настоятелем в Мценский мужской монастырь во имя святых апостолов Петра и Павла Орловской губернии. В 1923 году назначается настоятелем Никольской церкви села Удельные Уты Трубчевского уезда Брянской губернии. До 1926 года исполнял обязанности губернского катехизатора.
В это же время в Брянской и Орловской епархии практически все храмы становятся обновленческими, и отец Мисаил переходит в Ростовскую-на-Дону епархию. В 1926 г. определён на служение в станицу Деревянковка Кубанской области, в храм Вознесения Господня.
В 1930 году арестован и отправлен в ссылку в г. Архангельск на три года. В 1932 году открыто новое групповое дело по статьям 58 ч.2, 58. ч. 10., 58. ч.11 «контрреволюционная агитация, руководитель контрреволюционной группировки церквоников». 17 августа 1932 года приговорён к 10 годам лагерей.
В 1934 году досрочно освобождён и по возвращении определён священником в Покровский храм города Батайск преосвященным Николаем (Амосийским), епископом Ейским. Во время немецкой оккупации г. Ростова-на-Дону арестован на два месяца немецкими оккупационными властями за то, что укрывал офицера Красной армии. Во время оккупации приспособил к богослужениям Софиевскую церковь (нынешняя Александрийская) и возобновил службы.
В 1944 году назначен преосвященным Елевферием (Воронцовым), епископом Ростовским настоятелем Всехсвятского храма города Ростова-на-Дону. В 1948 году назначен настоятелем Покровского молитвенного дома в г. Батайск.
В 1951-52 годах служил настоятелем в Никольском храме города Таганрога и Константино-Еленинском храме города Новочеркасска. Во время пребывания на Ростовской кафедре митрополита Вениамина (Федченкова) был его келейником.
В конце своей жизни являлся заштатным священником Кафедрального собора г. Ростова-на-Дону. По воспоминаниям прихожан и духовенства отец Мисаил принимал множество народа на исповеди. По воспоминаниям клирика Армавирской епархии протоиерея Василия Соболева (келейник отца Мисаила) архимандрит Мисаил творил тайную милостыню. У него был список нуждающихся, которым он периодически помогал через своих келейников из своего жалованья, оставляя себе лишь самое необходимое. Отцу Василию запрещал говорить о своих добрых делах. Над кроватью висела картина, изображающая смерть с косой. Кушал только постное. Рыбу ел лишь по праздникам. Молоко и яйца ел только на Святках и Пасхальной Неделе. Несмотря на перенесённые лишения, был добр и отзывчив к людскому горю, хотя и строг.
Архимандрит Мисаил умер в 1963 году в возрасте 92 лет и похоронен на Братском кладбище Ростова-на-Дону. Могила сохранилась, пользуется почитанием у верующих. Многие поколения духовенства помнят замечательного священника и приходят совершать панихиды в день его рождения и день ангела.